# Вірджинія Фокс
Вірджи́нія Фокс (англ. Virginia Fox Zanuc; 2 квітня 1902 — 14 жовтня 1982) — американська акторка, виконавиця головних ролей у багатьох німих фільмах 1910-х та 1920-х.

## Життєпис
Народилася у Вілінгу, Західна Вірджинія, в родині Марі і Фредеріка Фокс. У 1924 році вона одружилася з продюсером Деррілом Зануком, народила трьох дітей (Деріл Занук, Сьюзен Занук, і Річард Д. Занук). Розійшлася в 1956 році, хоча вони ніколи не були юридично розлученими. Протягом життя знімалася у 29 фільмах.

## Фільмографія

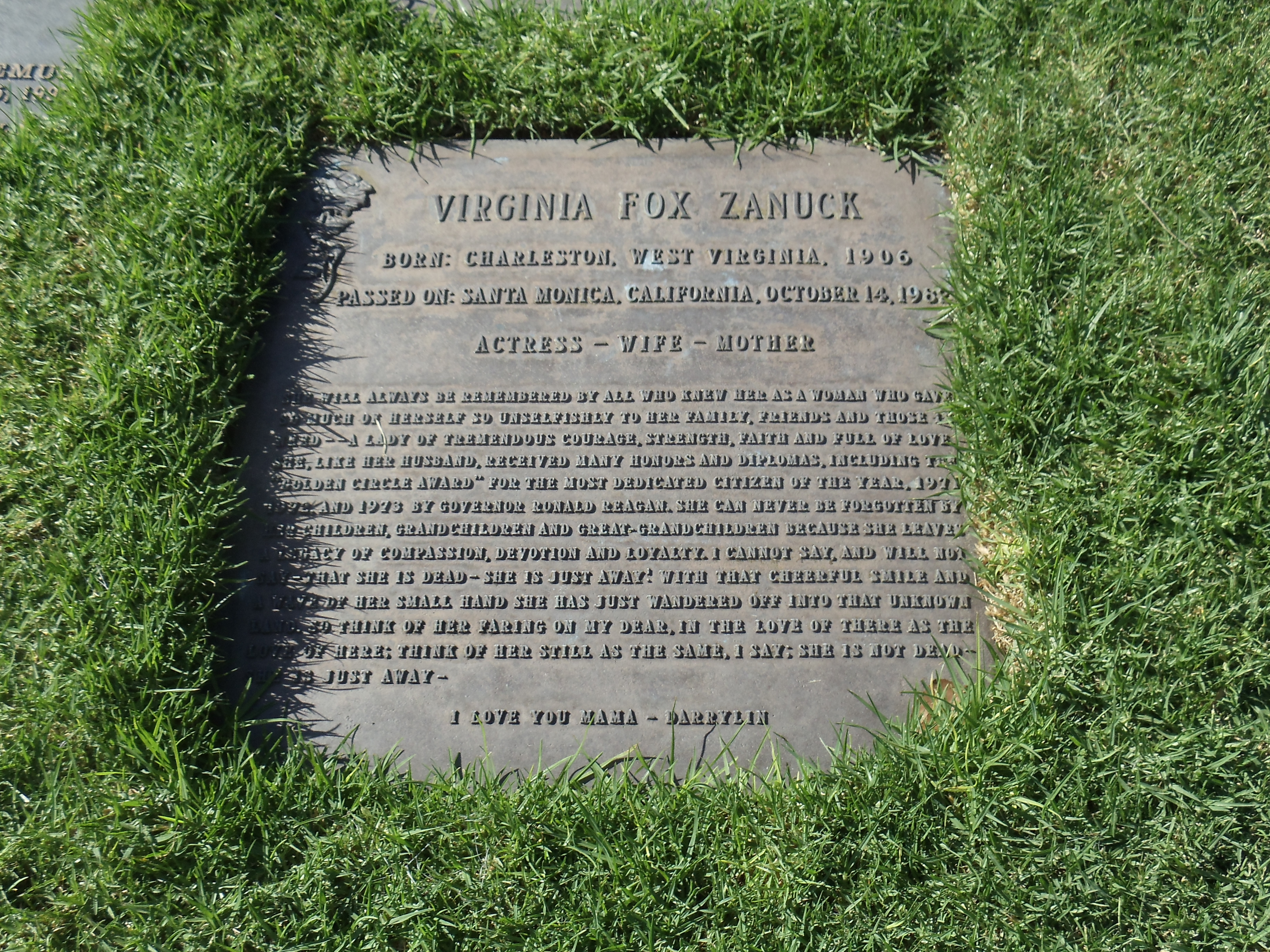
Могила Вірджинії Фокс

- 1915 — / His Father's Footsteps
- 1919 — / Hearts and Flowers
- 1919 — / Why Beaches Are Popular
- 1920 — / Down on the Farm
- 1920 — / Married Life
- 1920 — / Fresh from the City
- 1920 — / By Golly!
- 1920 — / Great Scott!
- 1920 — / Fickle Fancy
- 1920 — Сусіди / Neighbors
- 1920 — / You Wouldn't Believe It
- 1920 — / His Youthful Fancy
- 1920 — / Movie Fans
- 1921 — / She Sighed by the Seaside
- 1921 — Будинок з привидами / The Haunted House
- 1921 — Невдача / Hard Luck
- 1921 — Цап-відбивайло / The Goat
- 1921 — / Home Talent
- 1921 — Гральний дім / The Play House
- 1922 — Коваль / The Blacksmith
- 1922 — Блідношкірий / The Paleface
- 1922 — Електричний будинок / The Electric House
- 1922 — Поліцейські / Cops — дочка мера

- 1923 — Любовне гніздечко / The Love Nest
- 1923 — / Itching Palms
- 1924 — / The Lion and the Souse
- 1926 — Печерна людина / The Caveman
- 1960 — Коли комедія була королем кіно / When Comedy Was King
- 1968 — / The Great Stone Face